# 囚車

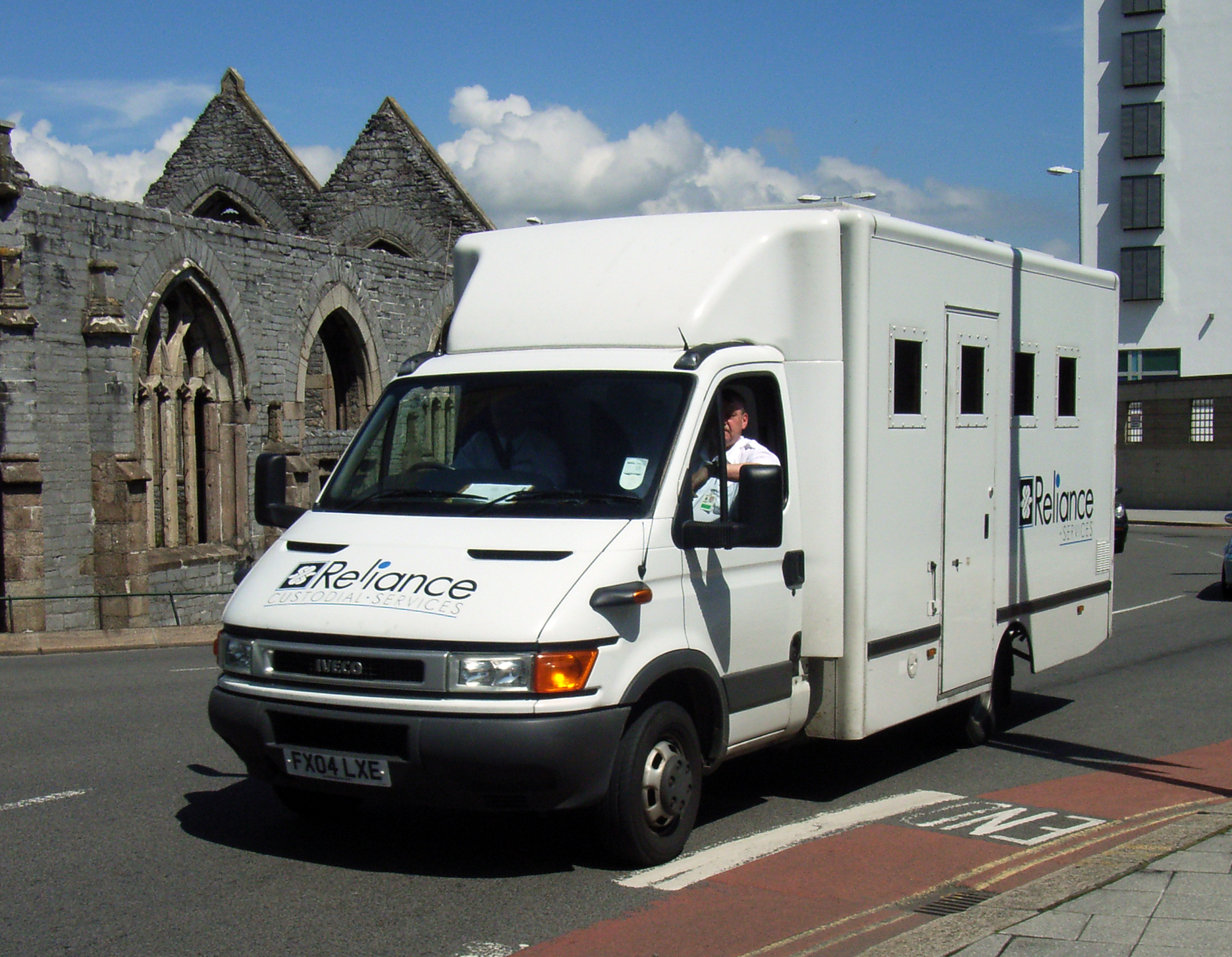
一辆英国的囚车

囚车是警用交通工具的一种，作用是运送、转移囚犯，如将待起诉的被告人转移到法庭，或将已定罪的囚犯从法庭转移到监狱，或是从一所监狱转移到另一所监狱等等。在囚车转移的过程中，因为警方容易忽视一些安全细节，一些囚犯可能会趁此机会逃走。
在古代中国，囚车是由马车改装而成，仅仅是一个装有木制轮子的木笼。在古代欧洲，囚车亦是由马车改造而成。第一辆有动力的囚车出现于英国。在囚车发展早期，因为技术条件限制，囚车防护能力较弱，安保依赖随车的警员和警用设备。20世纪60年代后，专用汽车开始发展，囚车的配备也开始升级，如车体得到加大，能搭载更多随车警员等。

## 图集

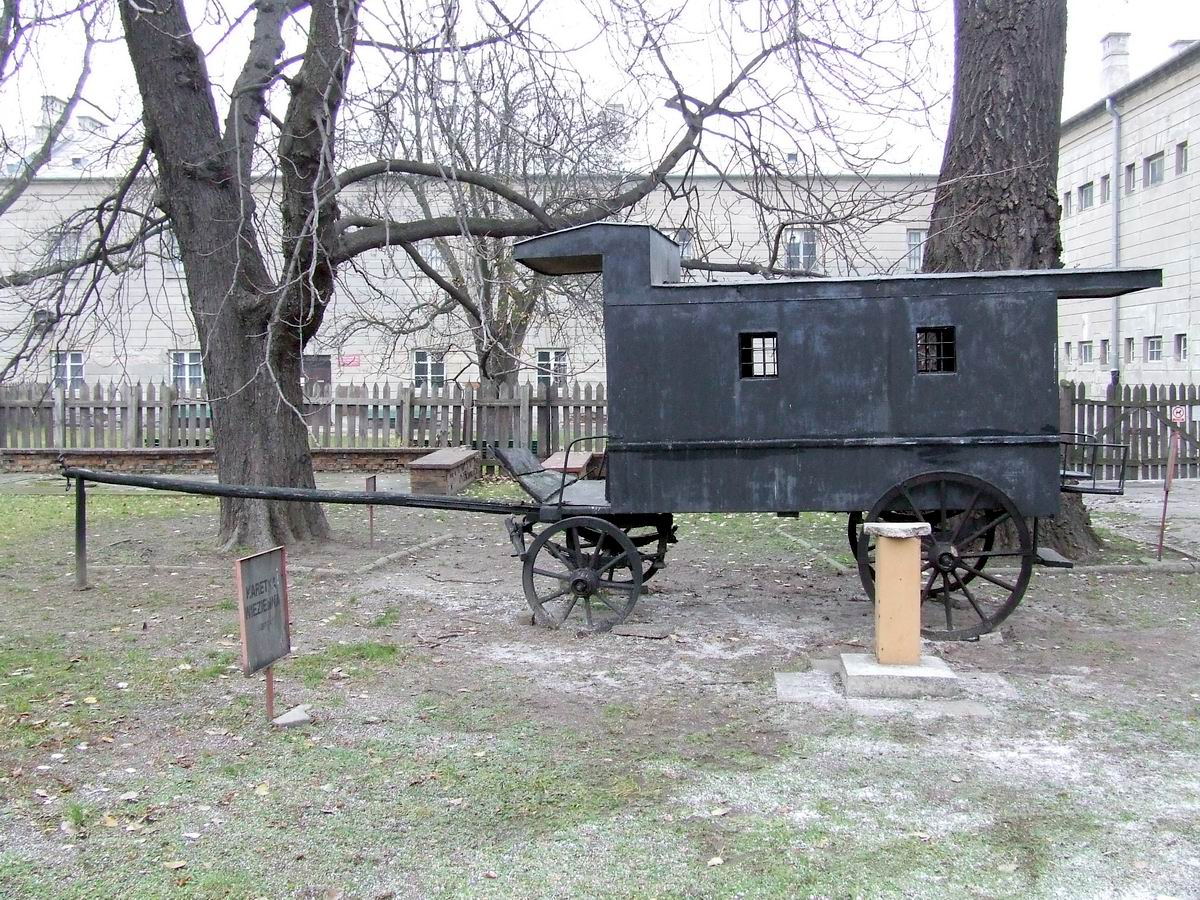
19世纪沙皇俄国运送政治犯的囚车
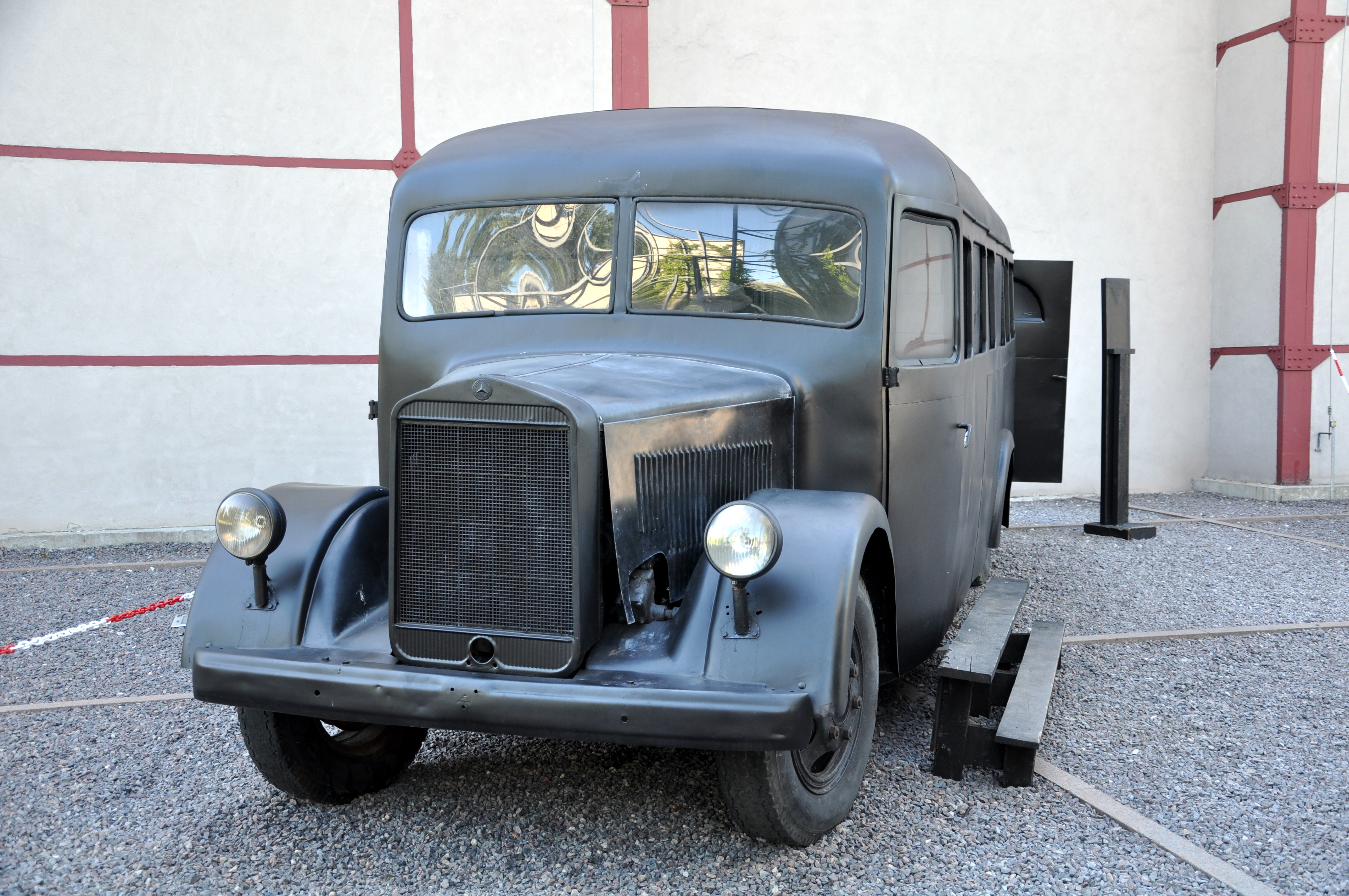
一款20世纪40年代使用的囚车（图为复制品）
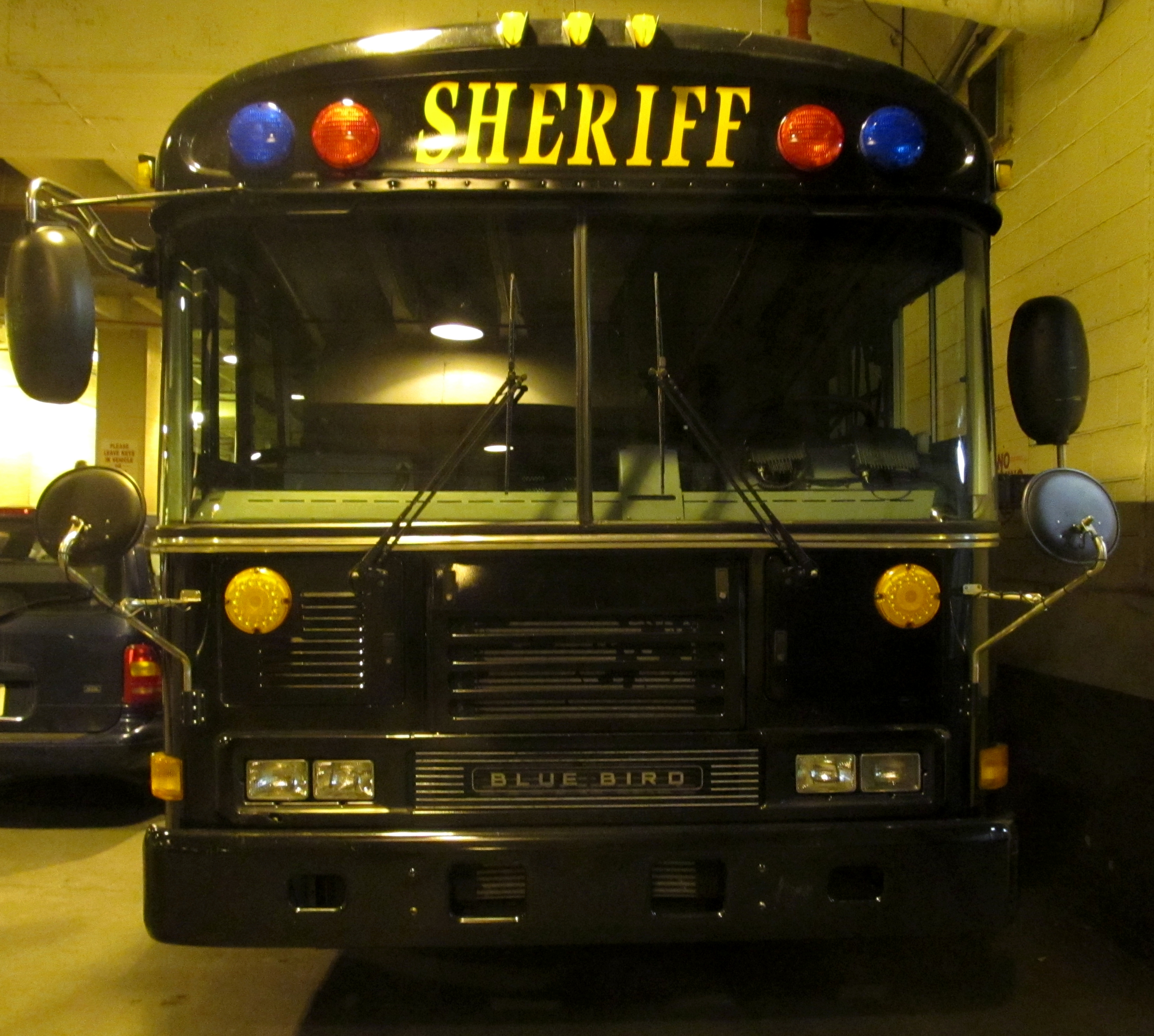
一辆现代的囚车
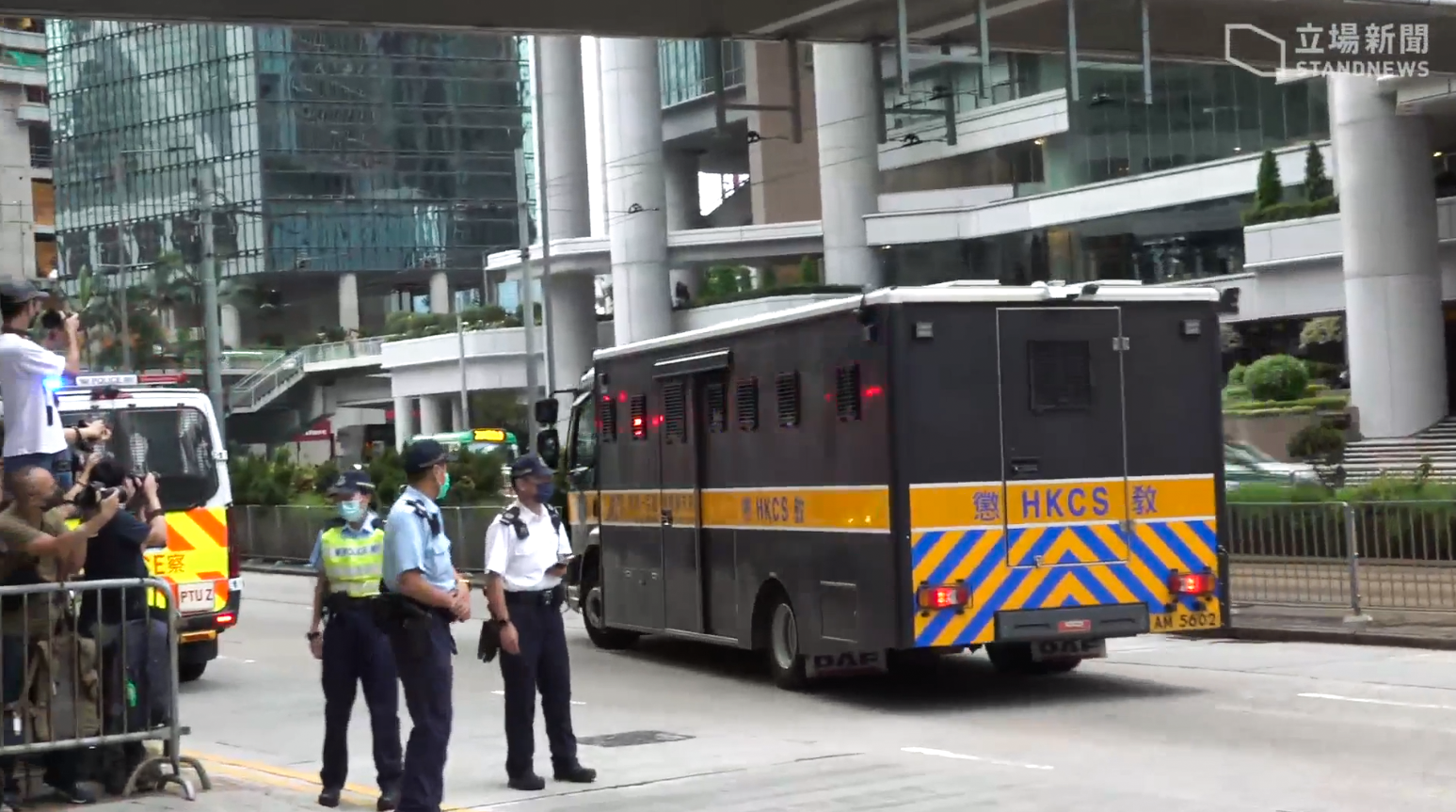
香港懲教署的囚車